# Euphorbia vaginulata
Euphorbia vaginulata är en törelväxtart som beskrevs av August Heinrich Rudolf Grisebach. Euphorbia vaginulata ingår i släktet törlar, och familjen törelväxter.
Artens utbredningsområde är Bahamas. Inga underarter finns listade i Catalogue of Life.